# 陳昭香
陳昭香（1962年—）為「明華園」創辦人陳明吉次子陳勝典之長女。內台興盛時期，演出行當以彩旦為主，對手演員為陳勝在。後劇團轉入外台演出，陳昭香改行當苦旦，19歲時臨時調換角色擔綱小生，次年（1982）年即以《父子情深》的關山月獲全省地方戲劇比賽「最佳生角獎」，後成為劇團當家小生。曾參與葉青電視歌仔戲演出《白蛇傳》、《薛平貴與王寶釧》、《伍子胥過昭關》及現代舞台劇《暗戀桃花源》（表演工作坊）演出。多次參與現代劇場或文化場的公演。2007年獲全球中華文化藝術薪傳獎—台灣戲劇獎。